# Neil Hodgson

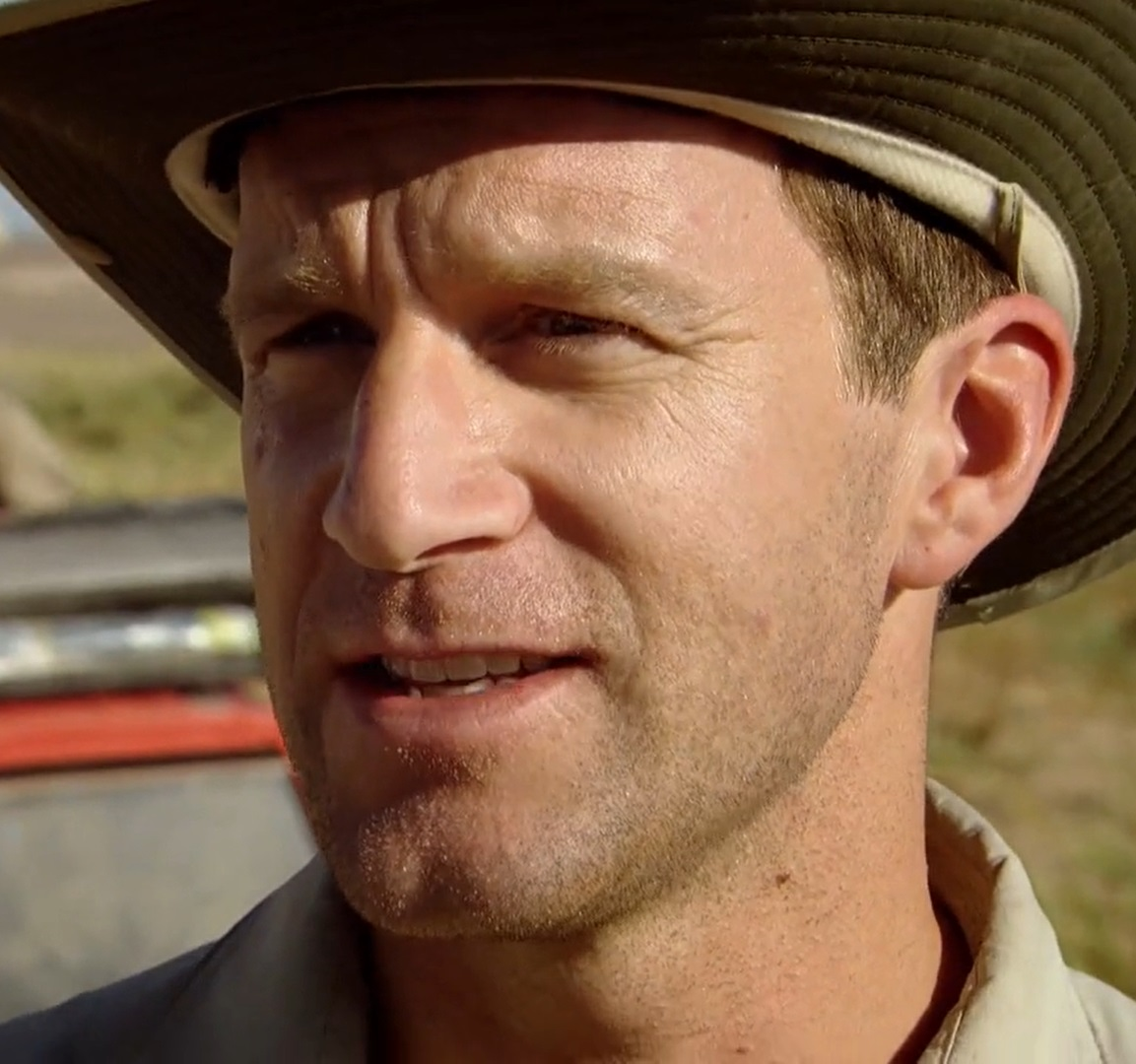
Neil Hodgson in 2013.

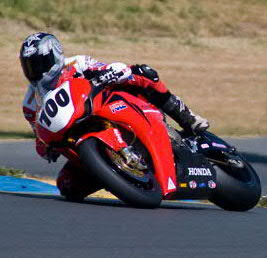
Neil Hodgson op de Sonoma Raceway in 2008.

Neil Stuart Hodgson (Burnley, 20 november 1973) is een Brits voormalig motorcoureur. In 2000 werd hij kampioen in het Brits kampioenschap superbike, en in 2003 won hij het wereldkampioenschap superbike. In 2004 kwam hij uit in de MotoGP-klasse van het wereldkampioenschap wegrace.

## Carrière
Hodgson begon zijn motorsportcarrière in het motorcross, waar hij tussen 1982 en 1989 in uitkwam. In het seizoen 1986-87 werd hij verkozen tot coureur van het jaar. In 1990 maakte hij de overstap naar het wegrace en won datzelfde jaar direct zijn eerste race. In zijn eerste seizoen in het Britse Clubman Ministock-kampioenschap eindigde hij als achtste. In 1992 werd hij kampioen in de 125cc-klasse van het Brits kampioenschap wegrace. Dat jaar maakte hij tevens zijn debuut in de 125 cc-klasse van het wereldkampioenschap wegrace op een Honda als wildcardcoureur tijdens zijn thuisrace, waarin hij op plaats 26 eindigde.
In 1993 reed Hodgson zijn eerste volledige seizoen in het WK 125 cc op een Honda. Hij was de jongste coureur in de klasse, en tevens de enige Britse coureur. Hij behaalde zijn beste resultaat met een tiende plaats in zijn thuisrace en eindigde met 18 punten op plaats 24 in het kampioenschap. In 1994 bleef hij actief in de klasse, maar kwam hij niet tot scoren. Een zestiende plaats in Duitsland was zijn beste resultaat. Aan het eind van het seizoen maakte hij de overstap naar de 500 cc-klasse, waarin hij de laatste twee races reed op een Harris Yamaha. In de eerste van twee races in Argentinië behaalde hij met een vijftiende plaats direct zijn eerste kampioenschapspunt.
In 1995 reed Hodgson een volledig seizoen in de 500 cc, eerst op een ROC Yamaha en tijdens de laatste vier races op een gewone Yamaha. Hij kreeg dat jaar een reputatie omdat hij een snelle maar onstuimige rijder was die vaak ten val kwam. Een zevende plaats in zijn thuisrace was zijn beste klassering en hij werd met 54 punten elfde in het eindklassement.
In 1996 maakte Hodgson de overstap naar het wereldkampioenschap superbike, waarin hij uitkwam op een Ducati. Al vroeg in het seizoen moest hij vanwege een blessure een aantal races missen. Later dat jaar behaalde hij op Laguna Seca zijn enige podiumfinish van het seizoen. Met 122 punten werd hij tiende in het kampioenschap.
In 1997 bleef Hodgson actief in het kampioenschap. Hij behaalde zijn eerste pole position op Donington, maar stond in het gehele seizoen niet op het podium. Drie vierde plaatsen waren zijn beste resultaten. Met 137 punten verbeterde hij zich desondanks naar de negende plaats in de rangschikking. In 1998 stapte hij over naar een Kawasaki en behaalde zijn beste resultaat met een vierde plaats op Monza. Met 124,5 punten zakte hij naar de elfde plaats in de eindstand.
In 1999 maakte Hodgson de overstap naar het Brits kampioenschap superbike, waarin hij op een Ducati reed. Hij won twee races: zowel de seizoensopener op Brands Hatch als de laatste race op Donington Park schreef hij op zijn naam. Tijdens het seizoen was hij vooral bezig met het herwinnen van zijn vertrouwen. Met 301 punten werd hij vierde in het klassement.
In 2000 bleef Hodgson actief in de klasse en vocht hij gedurende het hele seizoen om het kampioenschap met Suzuki-coureur Chris Walker. Hodgson won gedurende het seizoen zeven races en stond in totaal zeventien keer op het podium. In de laatste race van het seizoen op Donington leek het er echter op alsof Walker kampioen zou worden, maar met drie ronden te gaan blies hij zijn motor op, waardoor Hodgson kampioen werd. Dat jaar reed hij tevens in drie raceweekenden van het WK superbike op een Ducati als wildcardcoureur. Op zowel Donington als in het eerste weekend op Brands Hatch behaalde hij een overwinning en een podium, terwijl hij in het tweede weekend op Brands Hatch de pole position behaalde.
In 2001 keerde Hodgson terug als fulltime coureur in het WK superbike op een Ducati voor het satellietteam GSE Racing, met wie hij ook kampioen werd in het Brits kampioenschap. Zijn teamgenoot was debutant James Toseland. Hij won dat jaar een race op Donington en eindigde in zes andere races op het podium. Met 269 punten werd hij achter Troy Bayliss, Colin Edwards, Ben Bostrom en Troy Corser vijfde in het klassement.
In 2002 bleef Hodgson actief in het WK superbike. Dat seizoen werden op een na alle races gewonnen door Bayliss en Edwards, terwijl Hodgson in negen races op het podium stond en drie pole positions behaalde. Met 326 punten werd hij derde in de eindstand. In 2003 kreeg hij een nieuwe teamgenoot met Rubén Xaus. In de eerste twaalf races behaalde hij elf overwinningen en een tweede plaats, en voegde hier in de tweede seizoenshelft, toen Xaus dominanter werd, nog twee zeges aan toe. Met 489 punten werd hij kampioen in de klasse.
In 2004 stapten zowel Hodgson als Xaus over naar de MotoGP-klasse van het WK wegrace, waarin zij op een Ducati reden voor het team D'Antin MotoGP. De motorfiets had veel meer vermogen dan een superbike-machine, terwijl het team weinig sponsoren had en weinig budget had om uitgebreid te testen. Hodgson voelde zich het gehele seizoen dan ook niet comfortabel op de motor, en een achtste plaats in Japan was zijn beste resultaat. Terwijl teamgenoot Xaus met een elfde plaats de beste rookie van het jaar werd, eindigde Hodgson met 38 punten als zeventiende in het klassement.
Na zijn MotoGP-seizoen besloot Hodgson dat hij nooit meer in de klasse zou terugkeren, aangezien de combinatie van zijn leeftijd en zijn nationaliteit volgens hem tegen zich zou werken, en omdat hij nooit een motor zou krijgen waar hij races mee kon winnen. Hij bleef wel loyaal aan Ducati, maar keerde niet terug naar het WK superbike, aangezien hun fabrieksteam zich concentreerde op Régis Laconi en hij niet voor een satellietteam wilde rijden. In plaats daarvan maakte hij de overstap naar het Amerikaans kampioenschap superbike en had als doel om als eerste coureur kampioen te worden in zowel het Britse, Amerikaanse en wereldkampioenschap superbike. In zijn eerste seizoen won hij direct een race en werd hij met 384 punten zesde in het kampioenschap. In 2006 bleef hij actief in de klasse en werd hij met drie podiumplaatsen vijfde in de stand.
In 2007 trok Ducati zich terug uit het Amerikaans kampioenschap superbike en Hodgson slaagde er niet in om in een ander kampioenschap te rijden voordat het WK superbike van start ging. Hodgson werd in verband gebracht met verschillende teams, waaronder Yamaha en Suzuki, maar hij werd uiteindelijk bevestigd als test- en ontwikkelingscoureur bij Ducati als vervanger van de geblesseerde Shinichi Ito. Hij deed een test voor een team in het Brits kampioenschap superbike, maar hij werd niet opgeroepen als vervanger van de geblesseerde Chris Walker. Hij keerde terug naar het Amerikaans kampioenschap superbike op een Honda voor de race op Laguna Seca, waarin hij vijfde werd. Tevens sloeg hij een aanbod van het MotoGP-team Gresini Racing om eenmalig de geblesseerde Toni Elías te vervangen, omdat hij dacht dat dit invloed kon hebben op zijn kansen om een volledig superbike-seizoen te kunnen rijden.
In 2008 keerde Hodgson terug in het Amerikaans kampioenschap superbike op een Honda en behaalde twee podiumfinishes op het Miller Motorsports Park. Dit waren zijn beste resultaten van het seizoen. In de tweede helft van het jaar behaalde hij minder constante resultaten met onder meer drie uitvalbeurten. Met 419 punten werd hij zesde in het kampioenschap. In 2009 bleef hij actief in de klasse en scoorde hij in de seizoensopener op de Daytona International Speedway direct een tweede plaats. Hierna moest hij echter zes races missen na een ongeluk tijdens een motorcrosstraining, waardoor hij een ingeklapte long opliep en zijn schouder uit de kom ging. Met 167 punten werd hij uiteindelijk elfde in het klassement.
In 2010 keerde Hodgson terug in het Brits kampioenschap superbike op een Yamaha. Hij ging echter in het eerste raceweekend op Brands Hatch in geen van beide races van start. Enkele weken later maakte hij bekend dat hij zou stoppen als motorcoureur als gevolg van de schouderblessure die hij in het voorgaande seizoen had opgelopen. Door te rijden tijdens het eerste weekend had hij deze blessure erger gemaakt. Hij werd bij zijn team vervangen door Ian Lowry.
Na zijn racecarrière ging Hodgson aan de slag als motorsportcommentator en tv-analist. Tevens werd hij instructeur tijdens circuitdagen en was hij ambassadeur van verschillende motormerken, waaronder Ducati.